# Soweto Kinch
Pour les articles homonymes, voir Kinch.
Soweto Kinch né le 10 juillet 1978 à Londres est un musicien de jazz et rappeur.

## Récompenses
- lauréat du Montreux Jazz Saxophone Competition en 2002[1]
- BBC Radio Jazz Award for Rising Star 2002[2]
- BBC Jazz Award en tant que meilleur instrumentiste et meilleure formation en 2004[3]
- MOBO Award pour le meilleur spectacle de jazz en 2007[4]

## Discographie
- Conversations with the Unseen (2003) (Dune Records)
- A Life In The Day Of B19 - Tales Of The Tower Block (2006) (Dune Records)
- The New Emancipation (2010) (Soweto Kinch Recordings)[5]